# Купер, Стив
Стив Ку́пер (англ. Steve Cooper, род. 10 декабря 1979, Понтиприт, Ронта, Кинон, Тав) — валлийский футболист и футбольный тренер. Будучи игроком, выступал на позиции защитника.

## Биография и ранние годы
Родился в городе Понтиприт 10 декабря 1979 года в семье бывшего футбольного арбитра Кита Купера. В юности играл в футбол в любительских лигах Уэльса и был болельщиком «Ливерпуля».

## Игровая карьера
В конце 1990-х годов Купер присоединился к «Рексему», но так и не сыграл за клуб ни одного матча. Позже Стив играл за «Нью-Сейнтс», «Рил», «Бангор Сити» и «Портмадог». В 2002 году он сыграл за «Бангор Сити» во встрече Кубка УЕФА против сербского клуба «Смедерево».

## Карьера тренера
Ещё будучи игроком, Купер начал активно готовиться к карьере тренера, в 1998 году возглавив команду детской академии «Рексема». На данной должности он проработал до 2008 года, став затем главным тренером академии «Ливерпуля».
В возрасте 27 лет Купер получил профессиональную лицензию УЕФА, став одним из самых молодых тренеров, получивших данную квалификацию. Работая в «Ливерпуле», Купер наблюдал за развитием таких игроков, как Рахим Стерлинг, Трент Александер-Арнольд и Бен Вудберн.
В 2013 году Купер присоединился к Футбольной ассоциации Англии в качестве тренера-преподавателя в национальной молодёжной сборной, а также преподавал на тренерском курсе в Футбольной ассоциации Уэльса.
13 октября 2014 года Купер был назначен менеджером национальной сборной Англии до 16 лет. В следующем году он возглавил команду до 17 лет, тренируя таких игроков, как Джейдон Санчо, Фил Фоден и Каллум Хадсон-Одои.
Купер вывел свою команду в финал чемпионата Европы 2017 года, где они проиграли сборной Испании со счётом 4:1 по пенальти после ничьей в основное время (2:2). Затем команда под руководством Купера выиграла чемпионат мира по футболу 2017 года среди юношей до 17 лет, обыграв Бразилию со счётом 3:1 в полуфинале и Испанию со счётом 5:2 в финале.
В следующем году команда Купера дошла до полуфинала чемпионата Европы U17 2018 года, где проиграла Нидерландам по пенальти. Англия не сумела выйти в четвертьфинал чемпионата Европы U17 2019 года, несмотря на то, что обыграла Швецию со счётом 3:1 в заключительном матче группового этапа турнира.
После этого Купер покинул сборную и 13 июня того же года возглавил клуб «Суонси Сити», в котором работал до июля 2021 года, разорвав затем контракт с командой по обоюдному согласию сторон. 21 сентября 2021 года было объявлено о назначении Купера на пост наставника команды «Ноттингем Форест», специалист заключил с коллективом двухлетний контракт.
До прихода Купера «лесники» находились в зоне вылета, сумев заработать лишь одно очко. Купер значительно улучшил игровой стиль клуба, делая акцент на усиление атаки и владение мячом. 29 мая 2022 года, обыграв со счётом 1:0 «Хаддерсфилд Таун» в финальном матче плей-офф на стадионе «Уэмбли», «Ноттингем Форест» впервые с сезона 1998/99 вернулся в Премьер-лигу.

## Тренерский стиль
Команды под руководством Купера отличаются уверенной игрой в атаке, хорошим контролем игры и высокой агрессивностью при владении мячом. На тренировках Купер также уделяет большое внимание тактической дисциплине. Купер утверждает, что большое влияние на его тренерский стиль оказал бывший наставник «Барселоны В» Хосе Сегура, с которым они ранее вместе работали в академии «Ливерпуля». Тактически Куперу нравится использовать схему 4-2-3-1 с двумя опорными полузащитниками и атакующими крайними защитниками. Он также использовал схему 5-3-2 или 3-5-2, чтобы обеспечить большую стабильность в обороне и большую гибкость в атаке.

## Достижения в качестве главного тренера
Сборная Англии (до 17 лет)
- Победитель чемпионата мира (до 17 лет): 2017

«Ноттингем Форест»
- Победитель плей-офф Чемпионшипа: 2021/22